# Peter Gleichmann
Peter Reinhart Gleichmann (* 2. März 1932 in Berlin; † 13. November 2006 in Hannover) war ein deutscher Soziologe.

## Werdegang
Nach dem Studium der Architektur an den Technischen Hochschulen Hannover und Graz wurde Gleichmann 1958 Diplom-Ingenieur. Anschließend studierte er Soziologie an der Universität Göttingen. Bereits 1960 wurde Gleichmann wissenschaftlicher Mitarbeiter von Hans Paul Bahrdt. Er wurde 1962 promoviert, war Gastdozent an der University of Manchester und anschließend wissenschaftlicher Oberassistent in Hannover. Dort habilitierte er sich 1970 für Soziologie und wurde anschließend erst Gastdozent an der University of Leicester und dann außerplanmäßiger Professor in Hannover. 1978 wurde er ordentlicher Professor ebendort. 1979/80 hielt er Gastvorlesungen an der Universität von Amsterdam.

## Werk
Anfangs lieferte Gleichmann empirische Beiträge zur Stadtsoziologie, arbeitete über Tourismusprobleme und formulierte soziologische Architekturkritik. Ab Ende der 1970er Jahre war er (neben Hermann Korte) maßgeblich an der Rezeption des Werks von Norbert Elias in Deutschland beteiligt. Daraus resultierten auch seine Kontakte nach Amsterdam, wo Norbert Elias seine letzten Lebens- und Schaffensjahre verbrachte und wo der Elias-Schüler Johan Goudsblom lehrte, mit dem Gleichmann und Korte gemeinsam Studien zur Elias-Soziologie (Figurationssoziologie) herausgaben.

## Schriften (Auswahl)
- Sozialwissenschaftliche Aspekte der Grünplanung in der Großstadt. Enke, Stuttgart 1963.
- mit Johan Goudsblom und Hermann Korte: Macht und Zivilisation. Suhrkamp, Frankfurt am Main 1984, ISBN 3-518-28018-X.
- mit Johan Goudsblom und Hermann Korte: Materialien zu Norbert Elias’ Zivilisationstheorie. 3. Auflage. Suhrkamp, Frankfurt am Main 1987, ISBN 3-518-27833-9.
- Soziologisches Orientierungswissen. Beiträge zu einer Zivilisierungstheorie. Suhrkamp, Frankfurt am Main 1996, ISBN 3-518-28880-6.
- mit Thomas Kühne (Hrsg.): Massenhaftes Töten. Kriege und Genozide im 20. Jahrhundert. klartext, Essen 2004, ISBN 3-89861-218-X.
- Herausgegeben und bearbeitet von Hans-Peter Waldhoff: Soziologie als Synthese. Zivilisationstheoretische Schriften über Architektur, Wissen und Gewalt. VS, Verlag für Sozialwissenschaften, Wiesbaden 2006, ISBN 978-3-531-15324-7.